# William Field, 1. Baron Field

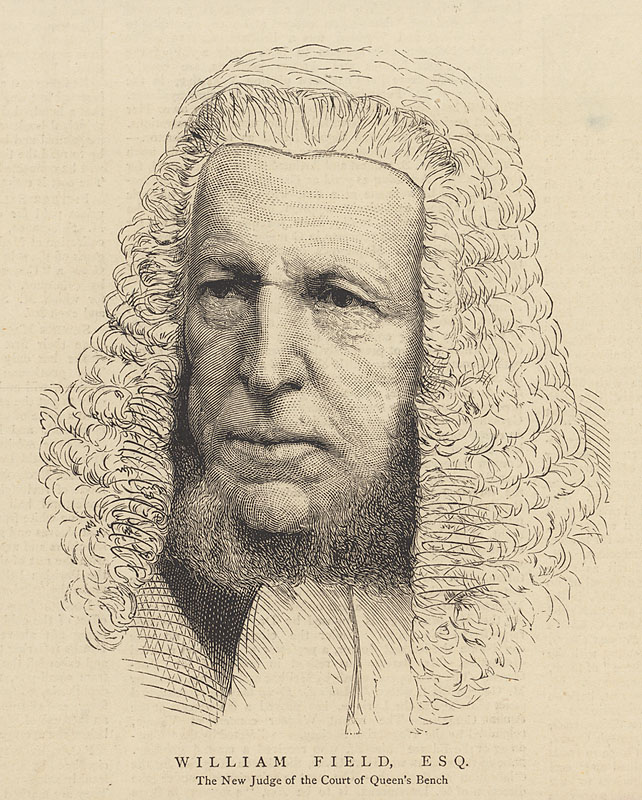
William Field, 1875

William Ventris Field, 1. Baron Field PC Kt (* 21. August 1813 in Fielden, Bedfordshire; † 23. Januar 1907 in Bognor, Sussex) war ein englisch-britischer Jurist.
Er war der zweite Sohn des Thomas Flint Field, Gutsherr von Fielden in Bedfordshire. Er besuchte die Grammar School in Bruton, Somersetshire, und absolvierte anschließend eine juristische Ausbildung. Er praktizierte zeitweise als Solicitor und wurde 1850 am Inner Temple als Barrister zugelassen. 1864 wurde er Bencher am Inner Temple. 1875 erhielt das Amt eines Richters am Court of Queen’s Bench und wurde im selben Jahr zum Knight Bachelor geschlagen. Nachdem er im Frühjahr 1890 aus dem Richteramt ausgeschieden war, wurde er am 21. März 1890 ins Privy Council aufgenommen und am 23. April 1890 als Baron Field, of Bakeham in the County of Surrey, zum erblichen Peer erhoben, wodurch er Mitglied des House of Lords wurde. Da seine 1864 geschlossene Ehe mit Louisa Smith († 1880) kinderlos blieb, erlosch sein Baronstitel mit seinem Tod, 1907.